# Fulco II de Anjou
Fulco II de Anjou (? - Tours, 11 de noviembre de 958), llamado el Bueno (le Bon), hijo y sucesor de Fulco I el Rojo fue Conde de Anjou desde 942 hasta su muerte, así como Regente de Bretaña (954-8), conde de Nantes y Duque de Bretaña (958).

## Vida
Es citado por primera vez en un documento firmado por su padre en el año 929, junto con su madre y su hermano Guido. A menudo en guerra con Bretaña, parece haber sido un hombre culto, aficionado a la poesía y el arte. 
A la muerte de Alano II, duque de Bretaña, en 952, Fulco II se casó con su viuda Gerberga (954). 
Fulco se vio obligado a ceder Saumur al conde de Blois Teobaldo I, mientras conseguía conquistar Méron a Guillermo III de Aquitania, duque de Aquitania y conde de Poitiers. 
En 952, a la muerte del duque de Bretaña, Alano II, Fulco se casó con su viuda, Adelaida de Blois, hermana del primer conde de Blois, Teobaldo I. convirtiéndose así en regente del ducado de Bretaña y del condado de Nantes, en nombre de su hijastro Drogo, que murió en 958 en circunstancias poco claras, convirtiéndose Fulco en Conde de Nantes y Duque de Bretaña.  
La muerte de Fulco tuvo lugar presumiblemente entre 959 y 960, porque en esas fechas es citado ya como conde de Anjou su hijo, Godofredo I, que fue su sucesor en Anjou, mientras el ducado de Bretaña y el condado de Nantes recayeron en un hijo ilegítimo de Alano Barbatuerta, Hoël I de Bretaña. 

## Matrimonio e hijos
Casado con Gerberga, tuvo varios hijos:
- Godofredo I de Anjou, casado con Adela de Meaux, conde de Anjou.
- Guido de Anjou, obispo de Puy-en-Velay.
- Adelaida de Anjou, casada cinco veces:

Viudo, en 954 se volvió a casar con Adelaida de Blois, viuda de Alano II Barbatuerta, duque de Bretaña y conde de Nantes.